# Марина Сан Грегорио (Лече)
Марина Сан Грегорио (итал. Marina San Gregorio) је насеље у Италији у округу Лече, региону Апулија.
Према процени из 2011. у насељу је живело 129 становника. Насеље се налази на надморској висини од 19 м.